# Dear Doctor
Dear Doctor is de twaalfde aflevering van de serie Star Trek: Enterprise van 97 in totaal.

## Verloop van de aflevering in hoofdlijnen

### Verhaallijn één
Een klein ruimteschip dat niet in staat is om in warp te vliegen, maakt contact met de USS Enterprise NX-01. Niet alleen zijn de twee bemanningsleden van het relatief primitieve schip er slecht aan toe; het blijkt dat een groot deel van de bevolking van hun planeet aan een ziekte lijdt die zijzelf niet kunnen genezen. Kapitein Jonathan Archer besluit hun gasten terug naar hun planeet te brengen en te kijken wat de Enterprise voor ze kan betekenen. Eenmaal op de planeet aangekomen werkt Phlox met de Valakianen (het ras) samen in de hoop hen allen te genezen. Later ontdekt Hoshi Sato dat deze planeet het thuis is van twee intelligente rassen. Een bevolking, genaamd Menk, leeft ook op deze planeet. Tijdens onderzoek naar dit ras blijken zij behalve intelligent ook onderontwikkeld te zijn, doordat de Valakianen hen niet in staat stellen zich volledig te ontplooien. Als Phlox een geneesmiddel ontwikkeld heeft, komt Archer met twee dilemma's te zitten.
- Moet hij het geneesmiddel aan de Valakianen geven, waarmee hij ze redt (omdat ze anders binnen twee eeuwen uitsterven), maar de Menk niet de kans geeft zich verder te ontwikkelen?
- Moet hij hun eigen geavanceerde technologie (waaronder blauwdrukken van hun aandrijving) beschikbaar stellen, waardoor de Valakianen op eigen gelegenheid verder kunnen zoeken naar een geneesmiddel, of moet hij hen aan hun lot overlaten?

Een discussie tussen Archer en Phlox volgt. Uiteindelijk weet Phlox Archer te overtuigen op beide vragen nee te zeggen en de planeet achter te laten.

### verhaallijn twee
Tijdens deze gebeurtenissen neemt Phlox een brief aan zijn collega Jeremy Lucas op. Hij vertelt over zijn problemen, het dilemma dat opgelost moet worden en een aantal andere zaken, waaronder de aantrekkingskracht die medebemanningslid Elizabeth Cutler op hem heeft. Het blijkt dat hij opgelucht is dat hij kapitein Archer kon vertrouwen het geneesmiddel niet te geven.

## Achtergrondinformatie
- John Billingsley was ontevreden over het einde van deze aflevering waarin Archer en hij het helemaal met elkaar eens zijn. In het originele script eindigde de aflevering met een onopgelost conflict, maar dit werd aangepast op aanraden van UPN.[1]
- Het dilemma in deze aflevering gaat over het Prime Directive dat Starfleet later zal gaan krijgen in de Star Trektijdlijn. Daarin wordt het verboden om te interfereren in de zaken van rassen die nog niet een bepaald technisch niveau hebben bereikt.

## Acteurs

### Hoofdrollen
- Scott Bakula als kapitein Jonathan Archer
- John Billingsley als dokter Phlox
- Jolene Blalock als overste T'Pol
- Dominic Keating als luitenant Malcolm Reed
- Anthony Montgomery als vaandrig Travis Mayweather
- Linda Park als vaandrig Hoshi Sato
- Connor Trinneer als overste Charles "Trip" Tucker III

### Gastacteurs
- Kellie Waymire als bemanningslid Elizabeth Cutler
- David A. Kimball als Esaak

### Bijrollen
- Christopher Rydell als een astronaut
- Karl Wiedergott als Larr
- Alex Nevil als een Menk

#### Bijrollen die niet in de aftiteling vermeld zijn
- Solomon Burke junior als bemanningslid Billy
- Cecilia Conn als een bemanningslid van de Enterprise
- Amy Kate Connolly als een bemanningslid van de Enterprise
- Mark Correy als bemanningslid Alex
- Evan English als vaandrig Tanner
- Hilde Garcia als bemanningslid Rossi
- Lindly Gardner als een bemanningslid van de Enterprise
- Jack Guzman als een bemanningslid van de Enterprise
- John Jurgens als een bemanningslid van de Enterprise
- Martin Ko als een bemanningslid van de Enterprise
- Marlene Mogavero als een bemanningslid van de Enterprise
- Bobby Pappas als een bemanningslid van de Enterprise
- Monica Parrett als een bemanningslid van de Enterprise
- Steve Rosinski als een Valakiaanse astronaut
- Thelma Tyrell als een bemanningslid van de Enterprise
- Cynthia Uhrich als een bemanningslid van de Enterprise
- Prada as Porthos